# Carmine (Texas)
Carmine es una ciudad ubicada en el condado de Fayette en el estado estadounidense de Texas. En el Censo de 2010 tenía una población de 250 habitantes y una densidad poblacional de 59,95 personas por km².

## Geografía
Carmine se encuentra ubicada en las coordenadas 30°8′55″N 96°41′26″O / 30.14861, -96.69056. Según la Oficina del Censo de los Estados Unidos, Carmine tiene una superficie total de 4.17 km², de la cual 4.17 km² corresponden a tierra firme y (0%) 0 km² es agua.

## Demografía
Según el censo de 2010, había 250 personas residiendo en Carmine. La densidad de población era de 59,95 hab./km². De los 250 habitantes, Carmine estaba compuesto por el 95.6% blancos, el 2.4% eran afroamericanos, el 0% eran amerindios, el 0% eran asiáticos, el 0% eran isleños del Pacífico, el 2% eran de otras razas y el 0% pertenecían a dos o más razas. Del total de la población el 8.4% eran hispanos o latinos de cualquier raza.